# 浩騰媒體
浩騰媒體（英文: Optimum Media Direction，簡稱OMD）是一間媒體購買公司，成立於1996年，總部在紐約，是廣告代理商，每年生意約80億元。母公司名為Omnicom集團。
在亞洲，浩騰媒體中國公司由天聯、恆美和李岱艾3家廣告公司合併成立。
浩騰媒體之香港寫字樓位於數碼港。

## 主要客戶
- Air Asia 亞洲航空
- Apple 蘋果電腦
- Dongfeng Peugeot 東風牌標緻
- Estée Lauder Companies 雅詩蘭黛公司
- GE 通用汽車
- Intel 英特爾電腦
- Siemens 西門子電器
- Sony Corporation 索尼
- Watsons Water 屈臣氏蒸餾水
- Zhujiang Beer 珠江啤酒
- Fedex 聯邦快遞
- McDonalds 麥當勞
- Mass Transit Railway (MTR) 港鐵
- Philips飞利浦
- Mercedez-Benz奔驰

## 代港鐵抽起廣告事件
2011年4月，浩騰媒體代一位客戶港鐵，發信給香港報館，稱若報紙報道港鐵負面新聞，其廣告將會有變。事件疑似干預新聞自由，成為頭條。 

## 外部參考
1. ↑  .   [2011-04-22]. （原始内容存档于2011-04-28）.

- RTHK: 浩騰媒體去信報館，指可能抽廣告[]